# Элечек
Элечек — киргизский головной убор замужних женщин. Внесён в репрезентативный список нематериального культурного наследия ЮНЕСКО.
При его изготовлении используется тонкая ткань длиной 15-30 метров, которую складывают пополам по длине. Ткань, из которой изготовляется элечек для состоятельных женщин, могла достигать 30-40 метров.

Ткань элечека используется также для других целей. Элечек может использоваться как саван для покойного.

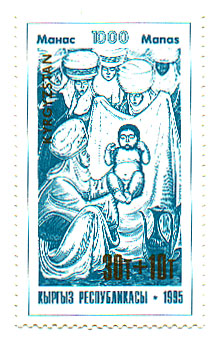
Рождение Манаса

Младенцев, рожденных во время кочевок, пеленали в белую ткань, оторванную от элечека.
Элечек также использовался в качестве повязки для ран.

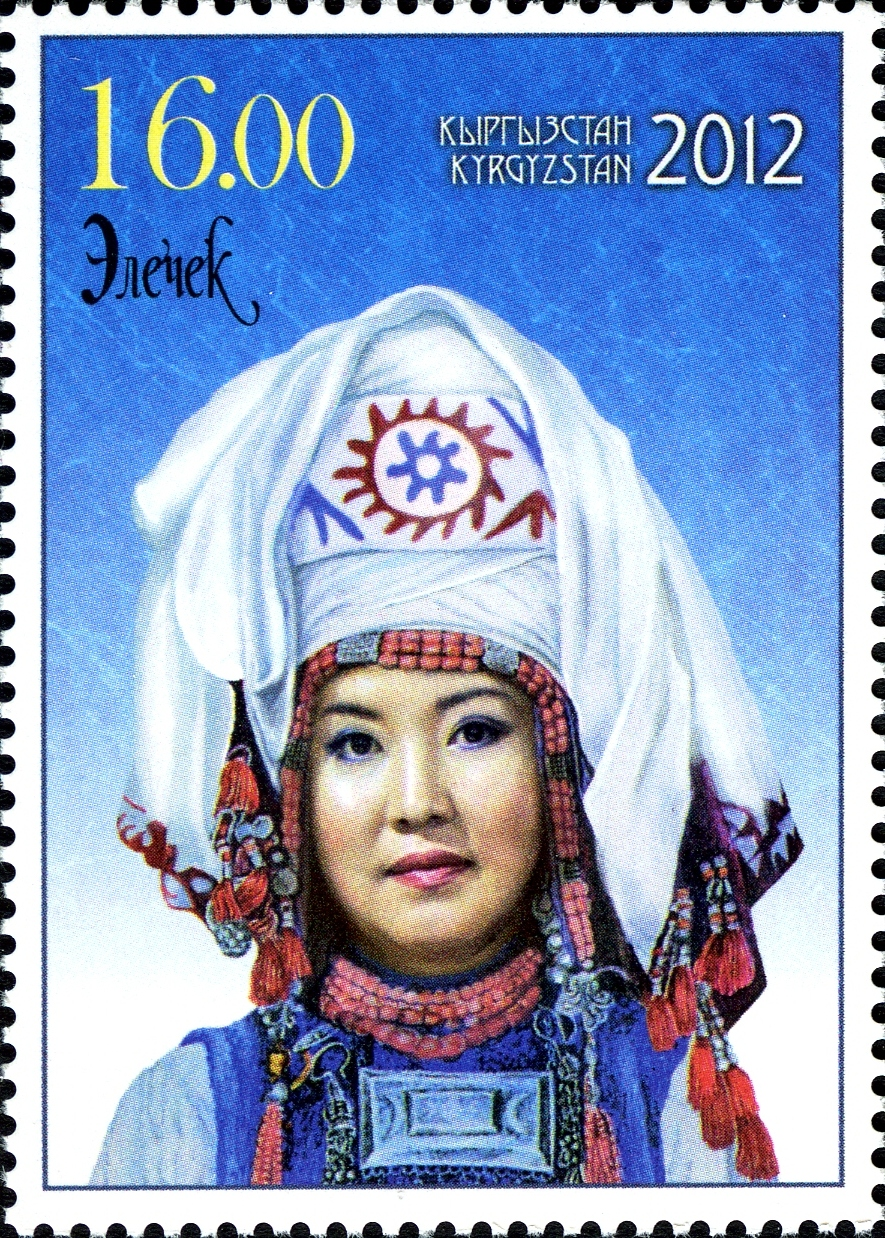
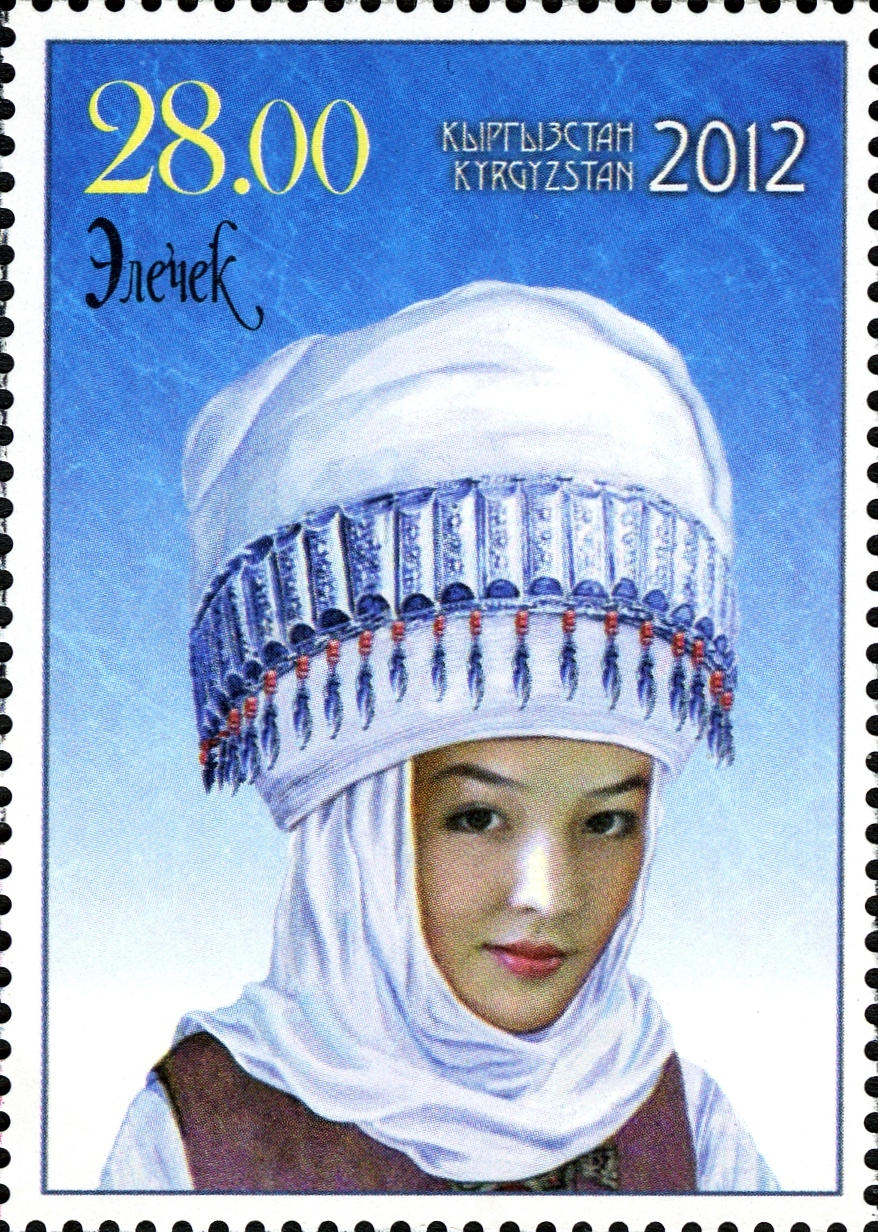
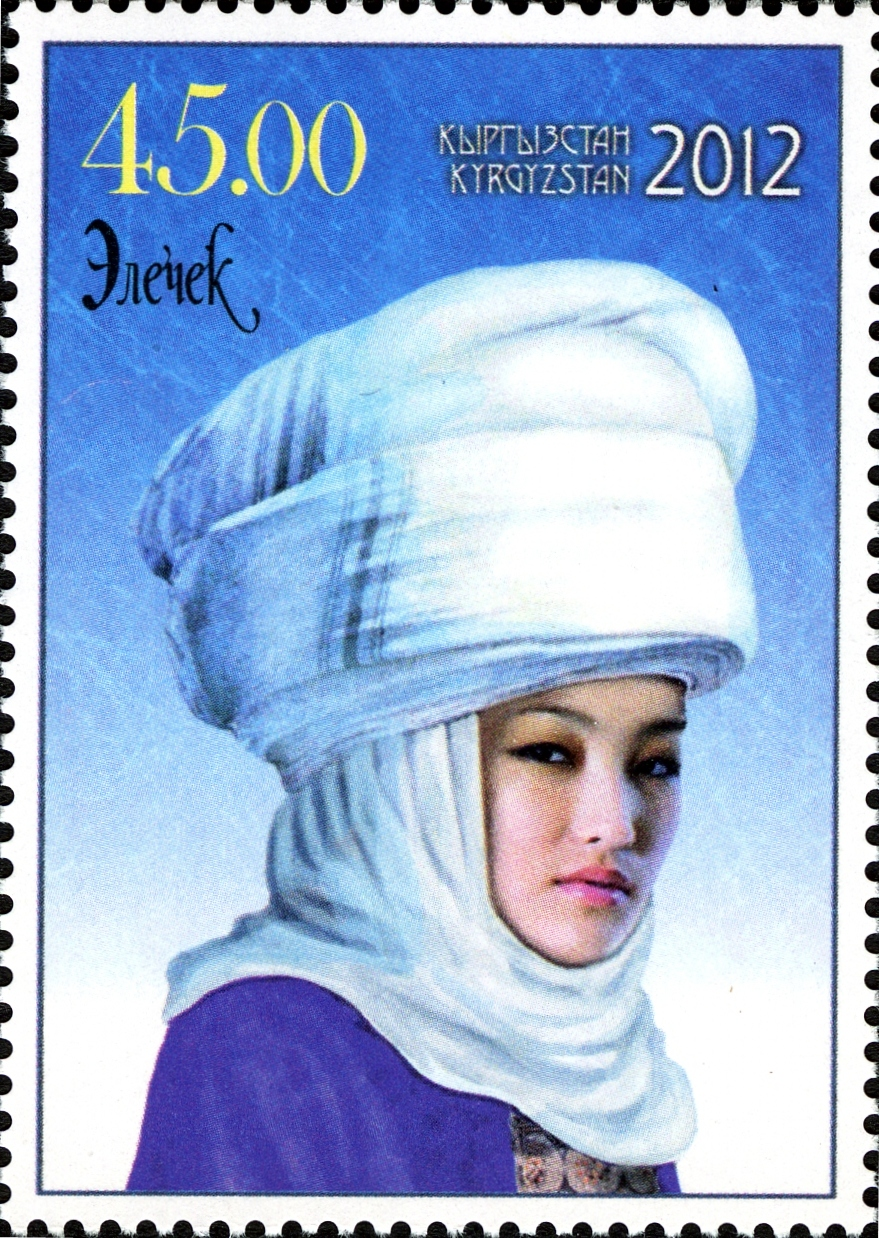
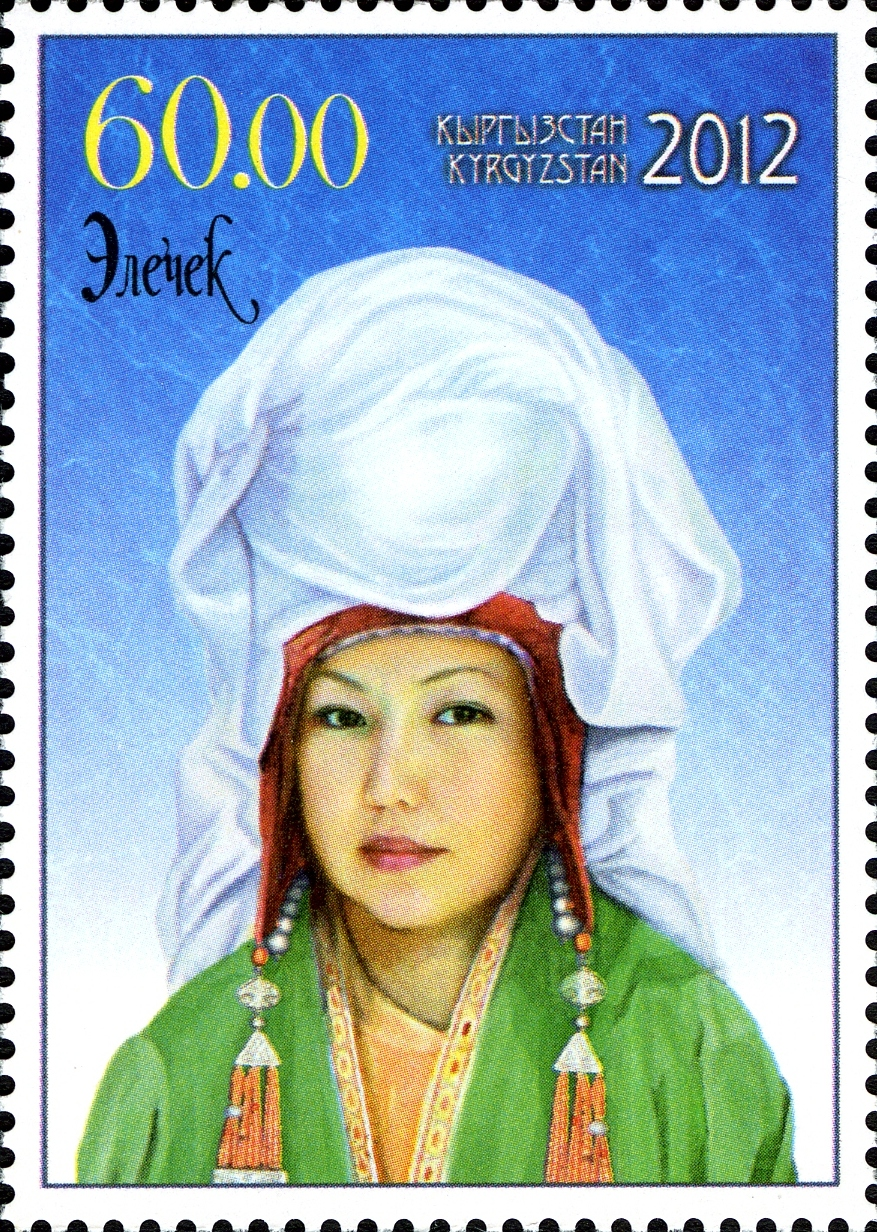

Аналогичные женские головные уборы имеются у казахов (кимешек) и восточных славян (намитка).